# New Jersey (Schiff)
Die New Jersey (Kennung: BB-62) ist ein Schlachtschiff der United States Navy, das heute als Museumsschiff dient, und gehört der Iowa-Klasse an. Sie wurde nach dem US-Bundesstaat New Jersey benannt, 1943 in Dienst gestellt und ab 1944 im Zweiten Weltkrieg eingesetzt. Im Pazifikkrieg unterstützte sie die Strategie des Island Hoppings, indem sie die Flugzeugträger vor Angriffen schützte und japanisch besetzte Inseln mit ihren Geschützen beschoss, um sie stürmen zu können. 1948 wurde die New Jersey erstmals außer Dienst gestellt, schon 1950 aber für den Koreakrieg reaktiviert. Nachdem sie auch dort zur Küstenbeschießung eingesetzt worden war, folgte 1957 ein weiteres Mal die Außerdienststellung. Als einziges Schlachtschiff der US-Flotte wurde sie 1968 für den Einsatz im Vietnamkrieg erneut aktiviert, blieb aber nur rund eineinhalb Jahre in Dienst. Die letzte Dienstzeit der New Jersey begann 1982 und dauerte bis 1991. Insgesamt stand die New Jersey damit zwischen 1943 und 1991 21 Jahre lang im aktiven Dienst der US Navy. 1999 wurde sie endgültig aus dem Naval Vessel Register gestrichen und zwei Jahre darauf als Museumsschiff im Delaware River vor Camden, New Jersey, eröffnet. Seit 2004 ist sie im National Register of Historic Places verzeichnet.

## Technik

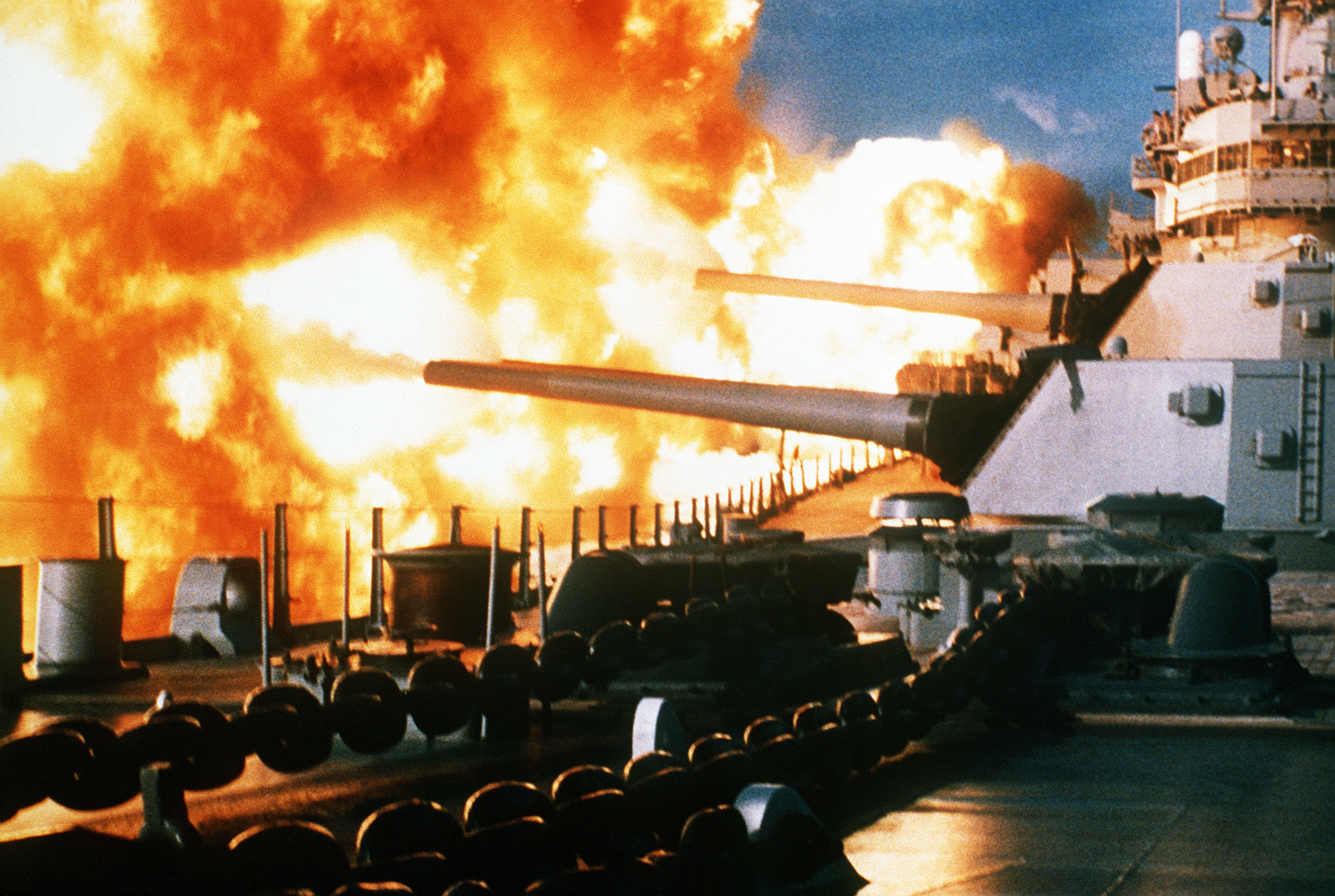
Die Hauptgeschütze der New Jersey in Aktion, Libanon 1984

Die New Jersey gehört zur Iowa-Klasse an und hat eine Länge von rund 270 Metern und eine Breite von 33 Metern. Diese Ausmaße wurden nach der Panamax-Spezifikation gewählt, damit solche Schlachtschiffe in die Schleusen des Panamakanals passen und somit schnell zwischen Pazifik und Atlantik wechseln konnten. Die Wasserverdrängung der New Jersey entsprach nur auf dem Papier der auf der Londoner Flottenkonferenz von 1936 festgelegten Obergrenze von 45.000 tn.l.; bei voller Zuladung lag sie dann bei etwa 58.000 tn.l. Angetrieben wurde das Schlachtschiff von vier Schrauben, die ihre Energie von je einer Hoch- und einer Niederdruckdampfturbine erhielten. Mit ihren 33 Knoten waren die Schiffe der Iowa-Klasse die schnellsten Schlachtschiffe überhaupt. Erkauft wurde dies allerdings mit dem Verzicht auf einen weiteren Ausbau der Panzerung im Vergleich zur Vorgängerklasse, dem andere Marinen den Vorzug gaben.
Die Hauptartillerie der New Jersey bestand aus neun Geschützen vom Kaliber 406 mm, die in zwei Drillingstürmen auf dem Vorschiff und einem weiteren auf dem Achterschiff zusammengefasst waren. Mit einer Reichweite von bis zu 40 Kilometern konnten diese Waffen gegen See- und Landziele eingesetzt werden. Zusätzlich besaß die New Jersey seitlich der Decksaufbauten je fünf Mehrzweck-Zwillingsgeschütze vom Kaliber 127 mm und zahlreiche kleinere Flugabwehrkanonen der Kaliber 40 und 20 mm. Da diese sich teilweise schon im Zweiten Weltkrieg wegen ihrer geringen Reichweite und Durchschlagskraft als ineffektiv gegen schnell anfliegende Flugzeuge erwiesen hatten, wurden sie im Laufe der Jahre entfernt. Bei einer Modernisierung im Jahr 1982 erhielt die New Jersey mehrere Arten von Lenkwaffen: 32 Marschflugkörper BGM-109 Tomahawk in acht Armored Box Launchers, 16 Seezielflugkörper AGM-84 Harpoon und vier Nahbereichsverteidigungssysteme Phalanx CIWS wurden um die Aufbauten verteilt. Die beiden Bordflugzeuge waren bereits nach dem Zweiten Weltkrieg durch Bordhubschrauber ersetzt worden.

## Geschichte

### Bau

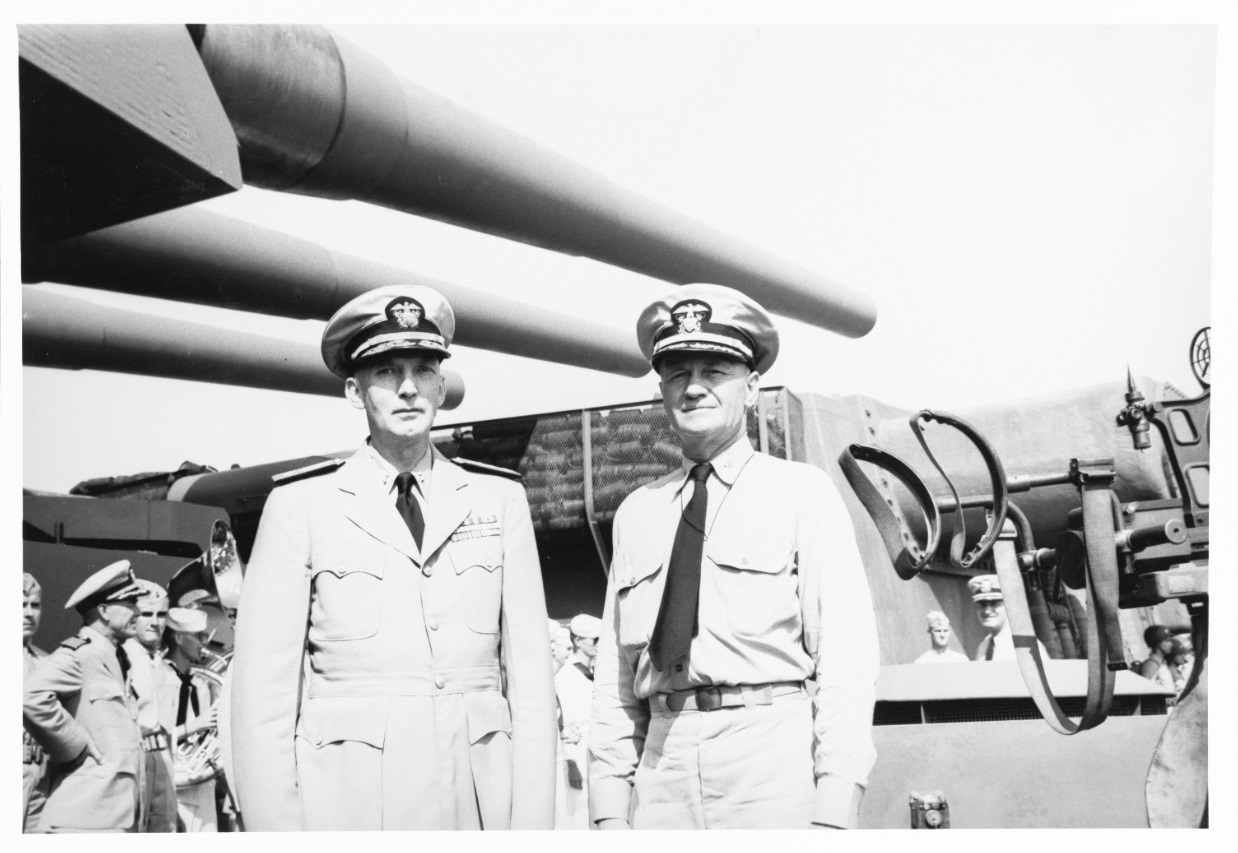
Kapitän Carl F. Holden (rechts) neben Konteradmiral Donald B. Beary an Bord der New Jersey während einer Inspektion in Norfolk (Virginia) am 5. September 1943.

Die New Jersey, benannt nach dem dritten Staat der Vereinigten Staaten, wurde am 16. September 1940 in der Marinewerft Philadelphia auf Kiel gelegt und am 7. Dezember 1942 vom Stapel gelassen. Nach dreimonatigem Ausrüsten wurde die New Jersey am 23. Mai 1943 in Dienst gestellt.

### Zweiter Weltkrieg

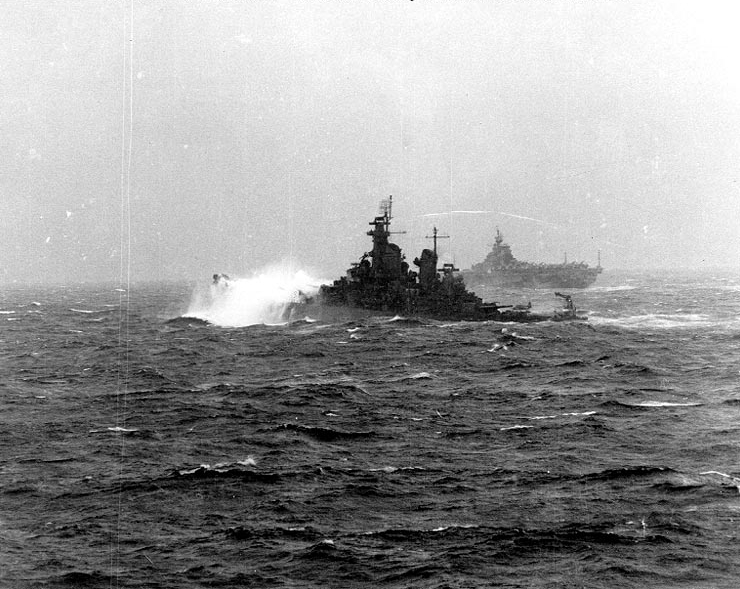
Die New Jersey 1944 im Pazifik in einem starken Sturm

Am 7. Januar 1944 passierte sie den Panamakanal auf dem Weg nach Funafuti, Ellice Islands, wo sie nach ihrer Ankunft am 22. Januar 1944 der fünften US-Flotte unter dem Kommando von Admiral Raymond A. Spruance unterstellt wurde. Drei Tage später traf das Schiff mit der Task Group 58.2 für den Angriff auf die Marshallinseln zusammen. Die New Jersey sicherte dabei die Flugzeugträger vor feindlichen Angriffen, während deren Flugzeuge vom 29. Januar bis zum 2. Februar Angriffe auf Kwajalein und Eniwetok flogen. Am 4. Februar wurde die New Jersey zum Flaggschiff der fünften Flotte ernannt. Von Mitte März bis Mitte April nahm die New Jersey erst mit der Lexington an den Angriffen auf Mili teil und störte später japanische Schiffsrouten um Palau. Im April beschoss die New Jersey das Woleai-Atoll, um den dortigen japanischen Flugplatz zu zerstören. Nach kurzem Aufenthalt in Majuro unterstützte das Schlachtschiff mehrere Landungen in Neuguinea und kehrte Ende April wieder nach Truk zurück, wo es weitere Land- und Seeziele angriff. Am 1. Mai folgte ein Artilleriebeschuss des Flugplatzes auf Ponape.
In den ersten beiden Jahren des Pazifikkriegs galt Truk als uneinnehmbare Festung für die japanische Kombinierte Flotte. Um die Einnahme und Besetzung von Eniwetok voranzutreiben, wurde Task Force 58 unter Admiral Mitscher mit einem Luftangriff beauftragt, während Admiral Spruance verhindern sollte, dass irgendein japanisches Schiff aus der Lagune von Truk entkommen konnte. Am Morgen des 16. Februar begann Task Force 50.9, bestehend aus der New Jersey, der Iowa, den Schweren Kreuzern Indianapolis und New Orleans, dem Leichten Träger Cowpens sowie vier Zerstörern, eine Umrundung von Truk entgegen dem Uhrzeigersinn. Im Laufe des Nachmittags beschoss die New Jersey mehrere Flugzeuge, die Zerstörer Maikaze und Nowaki, den Leichten Kreuzer Katori und versenkte den Trawler Shonan Maru. Am 6. Juni wurde die New Jersey der Task Force 58.2 unter dem Kommando von Admiral Montgomery zugeteilt, um die Flugzeugträger bei Luftangriffen auf die Marianen zu schützen. Am 13. Juni wurde das Schiff Task Force 58.7 unter dem Kommando von Vizeadmiral Lee unterstellt und beschoss die japanischen Küstenbefestigungen auf Saipan und Tinian zur Vorbereitung der geplanten Invasion am 15. Juni. Die Kaiserlich Japanische Marine reagierte daraufhin, indem sie ihre Flotte in Bewegung setzte, um die Invasionsflotte anzugreifen. Die New Jersey war Teil des Flugabwehrschirms, der die US-Flugzeugträger vor japanischen Flugzeugen beschützte. Während der Schlacht in der Philippinensee erlitt Japan jedoch eine entscheidende Niederlage, und die Marianen blieben weiter belagert. Im Anschluss nahm die New Jersey an der Beschießung von Guam und erneut Palau teil und verließ daraufhin das Kriegsgebiet. Am 9. August erreichte sie Pearl Harbor auf Hawaii.

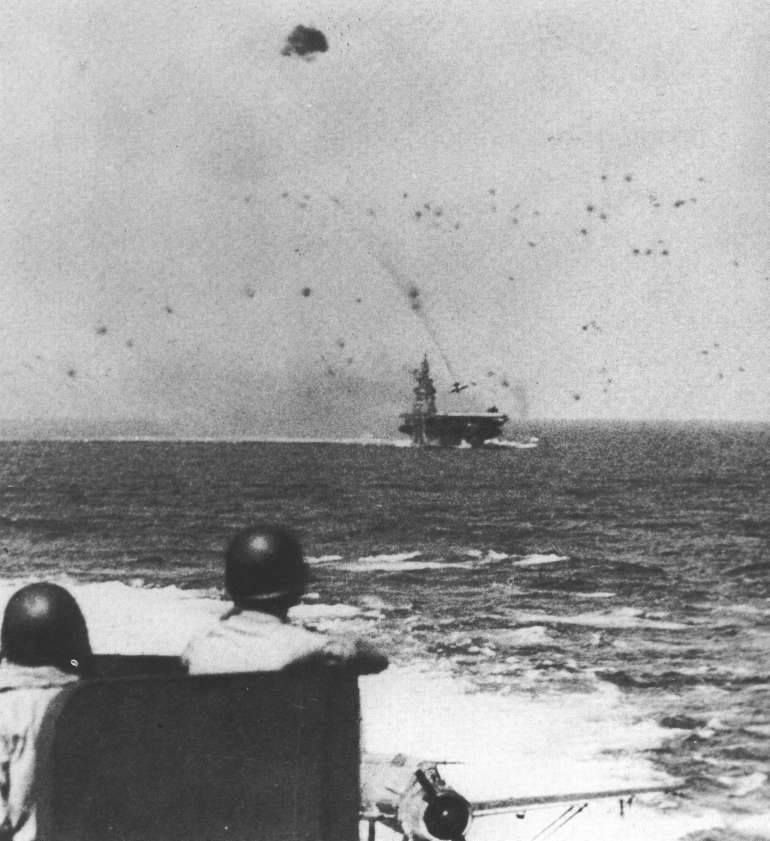
Kamikaze-Angriff auf die Intrepid, gesehen von der Flak-Mannschaft der New Jersey

Die New Jersey verließ Hawaii Ende August als Flaggschiff von William F. Halsey. Operationsbasis wurde das Ulithi-Atoll. Im September griff sie Ziele auf den Philippinen an. Im Oktober folgten Angriffe auf japanische Flugplätze auf Okinawa und Formosa, um die Invasion von Leyte vorzubereiten und Japan die Möglichkeit zu nehmen, darauf zu reagieren. Nach dem Start dieser Operation begann die japanische Marine einen weiteren Versuch, die US-Flotte zu schwächen, wofür sie den Großteil ihrer verbliebenen Kräfte massierte. Die New Jersey war zu dieser Zeit als Schutz der Träger abgestellt. Zu Beginn der See- und Luftschlacht im Golf von Leyte gelang es der japanischen Marine, den Großteil der US-amerikanischen Kräfte aus dem Golf zu locken. Die Gruppe, in der sich auch die New Jersey befand, verließ den Golf, um eine als Köder platzierte Flotte im Norden anzugreifen. Währenddessen kam eine wesentlich kampfstärkere japanische Flotte aus Westen durch die San-Bernardino-Straße in den Golf von Leyte. Die New Jersey drehte daraufhin bei, um den im Golf verbliebenen unterlegenen amerikanischen Schiffen beizustehen. Noch bevor sie jedoch den Golf erreicht hatte, war die japanische Flotte geschlagen worden und zog sich daraufhin nach Westen zurück. In den folgenden Wochen führte die New Jersey Angriffe auf Luzon und Mindoro durch. Während Halsey seine Kampfgruppe zu Betankungen von der Küste zurückzog, geriet sie in den Taifun Cobra. Durch starken Wind und hohe Wellen rollten besonders die kleineren Schiffe der Gruppe stark, da sie durch die leeren Tanks sehr leicht waren. Drei Zerstörer – die Hull, Monaghan und Spence – sanken, die New Jersey blieb aber weitgehend unbeeinträchtigt. Nachdem die Kampfgruppe danach weitere Angriffe auf Luzon durchgeführt hatte, erreichte sie zu Weihnachten Ulithi.
Bereits am 30. Dezember verließ die New Jersey Ulithi wieder und diente bis Ende Januar 1945 den hinzugezogenen Flugzeugträgern als Geleitschutz bei Angriffen unter anderem auf Formosa, Okinawa und Luzon. Admiral Halsey holte danach seine Flagge ein – von nun an nutzte Konteradmiral Oscar Badger die New Jersey als sein Flaggschiff. Unter Badger nahm das Schlachtschiff als Geleitschutz der Essex an der Schlacht um Iwojima teil und Ende Februar an den ersten Luftangriffsoperationen auf Tokio und weiteren Angriffen auf Okinawa. Dort blieb die New Jersey bis in den April 1945 hinein im Einsatz. Im Anschluss kehrte sie erstmals seit Anfang 1944 ans amerikanische Festland zurück, damit in der Puget Sound Naval Shipyard eine erste Überholung stattfinden konnte. Am 4. Juli war die Überholung beendet, das Schlachtschiff wurde sofort wieder in den Westpazifik entsandt. Auf Guam angekommen, hisste Admiral Spruance seine Flagge auf der New Jersey, die daraufhin im September in die Bucht von Tokio einlief und als Flaggschiff der US-amerikanischen Marinestreitkräfte in japanischen Gewässern fungierte, nachdem Japan am 2. September auf dem Schwesterschiff Missouri die bedingungslose Kapitulation unterzeichnet hatte. Ende Januar 1946 wurde die New Jersey von ihrem Schwesterschiff Iowa als Flaggschiff abgelöst.

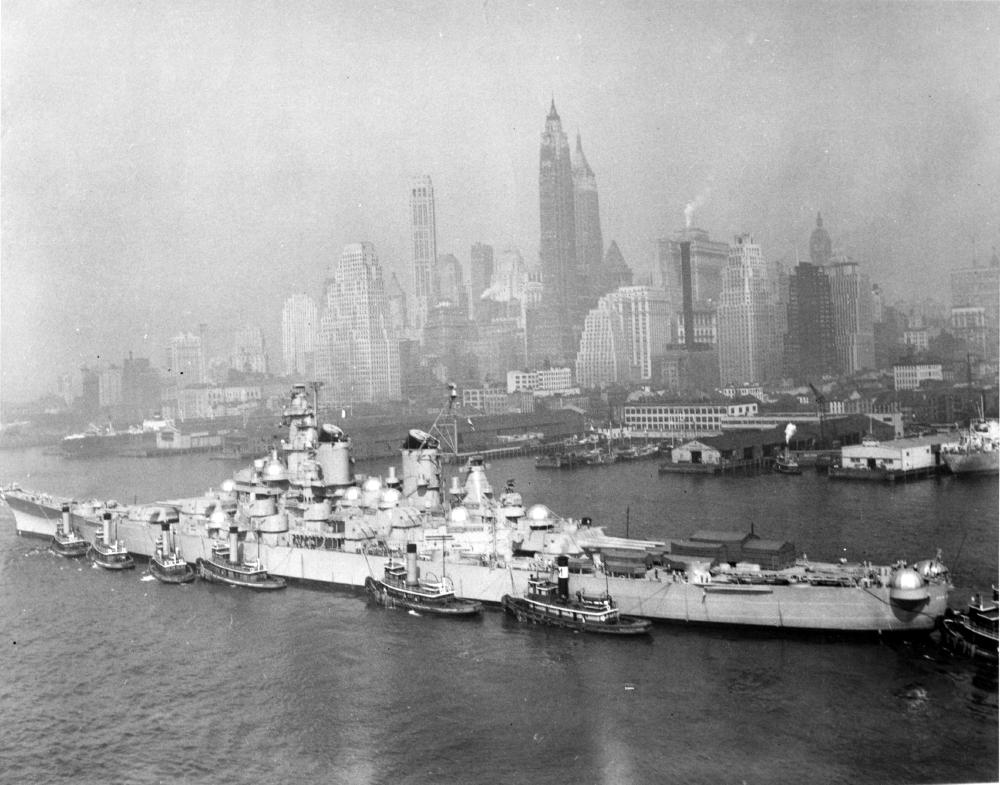
Die New Jersey 1948 eingemottet vor New York

Nachdem die New Jersey rund 1000 Soldaten aufgenommen hatte, trat sie mit ihnen den Heimweg an und erreichte am 10. Februar San Francisco. Den Rest des Jahres verbrachte das Schiff an der Westküste, unter anderem wurde sie erneut im Puget Sound überholt. Anfang 1947 wurde die New Jersey zurück in den Atlantik verlegt. Den Sommer verbrachte sie mit Trainingsfahrten für junge Offiziersanwärter und Reservisten in nordeuropäischen Gewässern, unter anderem besuchte sie Oslo und Portsmouth. Im Oktober wurde die New Jersey in der New York Naval Shipyard deaktiviert, am 30. Juni 1948 offiziell außer Dienst gestellt und in der Atlantik-Reserveflotte vor New York eingemottet. Bis dahin hatte die New Jersey 771 Schüsse aus ihren 406-mm-Geschützen abgefeuert. Auch ihre Schwesterschiffe Iowa und Wisconsin gingen außer Dienst, lediglich die symbolträchtige Missouri blieb, mit reduzierter Mannstärke, über den Krieg hinaus aktiv. Hauptgrund für die Außerdienststellungen waren die hohen Kosten, die die Schiffe mit ihrer Besatzung von bis zu 3000 Mann verursachten. Da das Budget der Navy in den ersten Nachkriegsjahren stark reduziert wurde, war die Außerdienststellung unumgänglich. Weil die New Jersey und ihre Schwesterschiffe aber nur wenige Jahre Dienstzeit abgeleistet hatten und sich so in gutem Zustand befanden, wurde entschieden, sie für eine spätere Reaktivierung bereitzuhalten.

### Koreakrieg
Die New Jersey verblieb bis 1950 in Reserve; am 21. November wurde sie offiziell wieder in Dienst gestellt, um sie wie ihre Schwesterschiffe im beginnenden Koreakrieg einzusetzen. Nach einem Auffrischungstraining für die Besatzung in der Karibik verließ das Schiff die Naval Station Norfolk im April 1951 und erreichte die Küste Koreas im Mai. Am 20. Mai beschoss sie mit Wŏnsan – einem Industriezentrum Koreas – erstmals koreanischen Boden. Während dieses Einsatzes wurde die New Jersey von Küstenartillerie getroffen, wodurch ein Mann getötet wurde und zwei weitere schwer verwundet wurden.

In den folgenden Monaten griff die New Jersey weitere nordkoreanische Ziele an, darunter Truppenansammlungen, Nachschublager, Infrastruktur und Küstenartillerie – hauptsächlich in den Regionen um Wŏnsan, Yangyang und Kansong. Diese Einsätze, bei denen auch Bunkeranlagen zu den Zielen gehörten, forderten auf koreanischer Seite viele Opfer. So starben allein bei Angriffen auf einen Komplex bei Kansong am 16. Oktober 500 Nordkoreaner. Teilweise wirkte die New Jersey direkt mit vorrückenden südkoreanischen und amerikanischen Truppen zusammen, indem sie vor einem Vorstoß die Artillerie der Nordkoreaner beschoss. Solche Küstenbeschießungen führte das Schlachtschiff noch bis in den November aus, als sie von ihrem Schwesterschiff Wisconsin abgelöst wurde.

Die New Jersey kehrte in den Atlantik zurück und wurde in der Norfolk Naval Shipyard im ersten Halbjahr 1952 überholt, das zweite war sie für Trainingsfahrten in europäischen und karibischen Gewässern eingesetzt. Im März 1953 verließ sie Norfolk für eine zweite Einsatzfahrt nach Korea, wo sie die Missouri ablöste. Am 12. April begann das Schlachtschiff mit Küstenbeschießungen. Bis zum Waffenstillstand im Juli führte die New Jersey ähnliche Einsätze aus wie schon bei der ersten Korea-Fahrt. Während zweier Tage im Juli beschoss sie beispielsweise neun bzw. sieben Stunden pro Tag Geschütze und Bunker bei Wŏnsan. Noch bis Oktober verblieb die New Jersey in asiatischen Gewässern, bis sie von der Wisconsin abgelöst wurde und im November Norfolk erreichte.

1954 bis 1956 verbrachte das Schlachtschiff mit Ausbildungsfahrten im Atlantik, 1955 gelangte sie dabei erstmals ins Mittelmeer. Im Krieg sowie auf den Trainingsfahrten feuerte die New Jersey 6671 16-Zoll-Geschosse ab, rund achtmal so viele wie während der ersten Einsatzperiode im Zweiten Weltkrieg. Ende 1956 wurde die New Jersey wiederum in der New York Naval Shipyard deaktiviert, im August 1957 außer Dienst gestellt und vor New York eingemottet. Dasselbe Schicksal traf bis 1958 auch ihre drei Schwesterschiffe. Hauptgrund waren wiederum die enormen Kosten, die der Betrieb der Schiffe verursachte.

### Vietnamkrieg

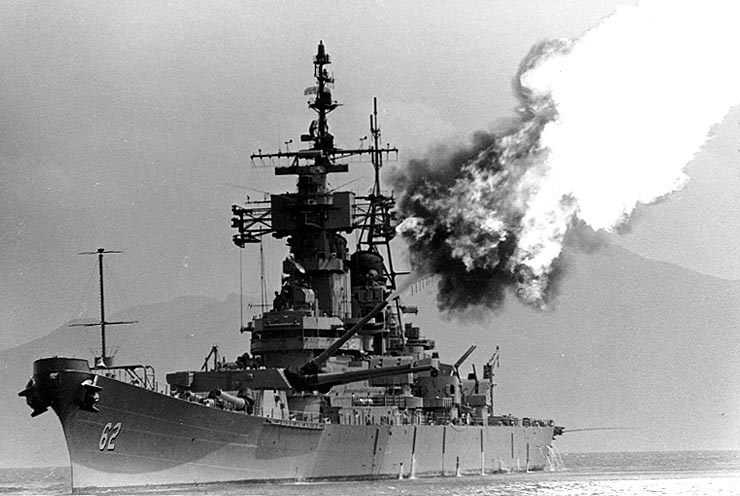
Die New Jersey beim Beschuss von Zielen in Vietnam

1967 entschied die US-Regierung, für den Vietnamkrieg eines der Schlachtschiffe zu reaktivieren, um zusätzliche Landangriffskapazitäten neben den Luftangriffen der Flugzeugträger zu erhalten. Die New Jersey wurde ausgewählt, da sie in besserem Zustand war als ihre Schwesterschiffe. Daraufhin wurde das Schiff in der Philadelphia Naval Shipyard eingedockt und erhielt moderne Elektronik. Am 6. April 1968 fand die dritte offizielle Indienststellung des Schiffs statt. Damit war die New Jersey das weltweit einzige aktive Schlachtschiff. Stationiert wurde sie in Long Beach, Kalifornien. Von dort begann Anfang September die Fahrt ins Kriegsgebiet. Am 30. September feuerte sie die ersten Schüsse entlang der entmilitarisierten Zone ab. Ziele waren ähnlich wie im Koreakrieg Truppenansammlungen, Bunker, Infrastruktur und Lager. Am 23. Oktober nahm die nordvietnamesische Küstenartillerie das Schiff erstmals unter Feuer, verfehlte es allerdings deutlich, auch wenn Radio Hanoi im Anschluss verkündete, dass die New Jersey getroffen worden sei. Am 8. November verließ das Schiff die Küste und verbrachte zehn Tage in der United States Naval Base Subic Bay, am 23. November war es wieder im Einsatzgebiet. In den drei Monaten, die die New Jersey im Jahr 1968 vor Vietnam verbracht hatte, feuerte sie über 3000 Schüsse aus ihren 406-mm-Geschützen und fast 7000 aus den 127-mm-Kanonen. Rund 350 Gebäude und 330 Bunker wurden zerstört, über 200 weitere Gebäude und 140 Bunker beschädigt. Dabei kamen mindestens 136 Menschen ums Leben.
Nachdem die New Jersey über Weihnachten 1968 und Neujahr 1969 vor Vietnam eingesetzt worden war, traf sie am 15. Januar in Subic Bay ein und fuhr von dahin nach Yokosuka, wo sie am 10. Februar den Kampf wiederaufnahm. Am 1. April beendete die New Jersey nach sechs Monaten Einsatz ihre Einsatzfahrt und lief am 5. Mai in Long Beach ein. In den drei Monaten vor Vietnam schoss die New Jersey noch einmal 2658 406-mm- und 7851 127-mm-Granaten ab, wodurch nach Navy-Schätzungen 24 Menschen ums Leben kamen. Nach einigen Wochen Instandhaltung in Long Beach verbrachte die New Jersey den Sommer mit Übungsfahrten im Pazifik, um sich auf eine zweite Fahrt nach Vietnam vorzubereiten. Während dieses Einsatzes wurden von Bord 5688 406-Zoll-Geschosse auf Ziele in Vietnam abgefeuert, weitere 312 zu Trainingszwecken.

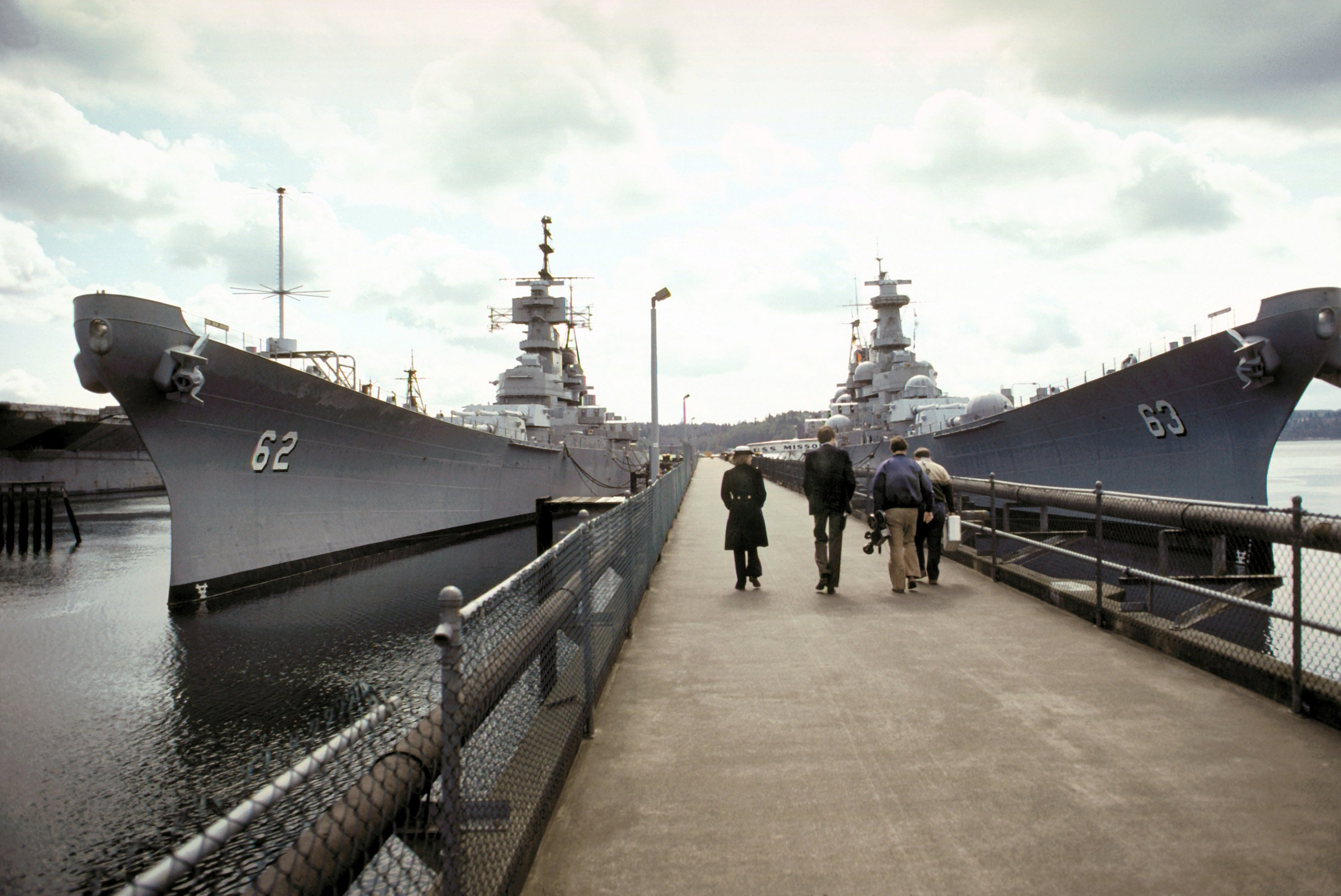
New Jersey neben Missouri 1981 eingemottet

Da die Navy jedoch Gelder einsparen musste, verkündete der damalige Verteidigungsminister Melvin R. Laird im August, dass die New Jersey wieder deaktiviert werden solle. Zusätzlich wurde das Schiff wegen seiner Feuerkraft als Belastung für mögliche Friedensverhandlungen angesehen. Nach der Deaktivierung ab September wurde das Schlachtschiff zwar am 17. Dezember außer Dienst gestellt, aber erneut am Liegeplatz der Reserveflotte vor Bremerton neben der Missouri in Reserve gehalten.

### Libanon

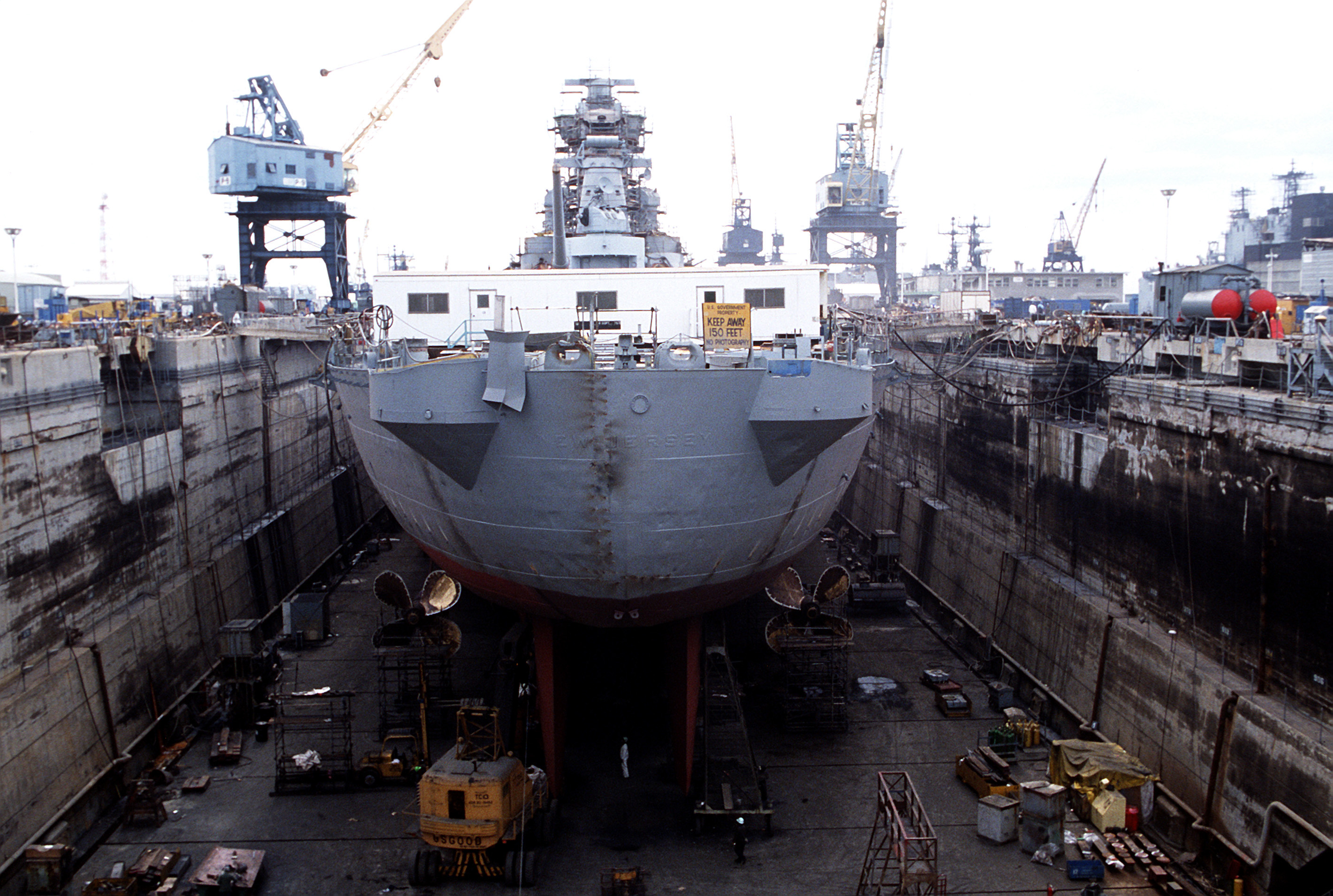
Modernisierung der New Jersey 1982

Die New Jersey lag daraufhin zwölf Jahre eingemottet im Puget Sound. Erst unter Präsident Ronald Reagan und seinem Marineminister John Lehman wurde eine Wiederindienststellung im Rahmen des Programms der Marine der 600 Schiffe erwogen. Tatsächlich wurde das Schlachtschiff im Juli 1981 in die Long Beach Naval Shipyard geschleppt und dort umfassend modernisiert. Die Kosten dafür lagen bei 356 Millionen US-Dollar, laut Lehman „weniger als der Preis einer neuen Fregatte“. Am 28. Dezember 1982 wurde die New Jersey zu ihrer vierten Dienstzeit berufen. Reagan persönlich reiste dazu nach Long Beach. Damit war die New Jersey wiederum das einzige aktive Schlachtschiff, allerdings wurden nach ihr auch ihre drei Schwesterschiffe in jeweils Zwei-Jahres-Abständen reaktiviert. Die Betriebskosten für jedes der reaktivierten Schiffe beliefen sich in der Folgezeit auf jährlich rund 58 Millionen US-Dollar.

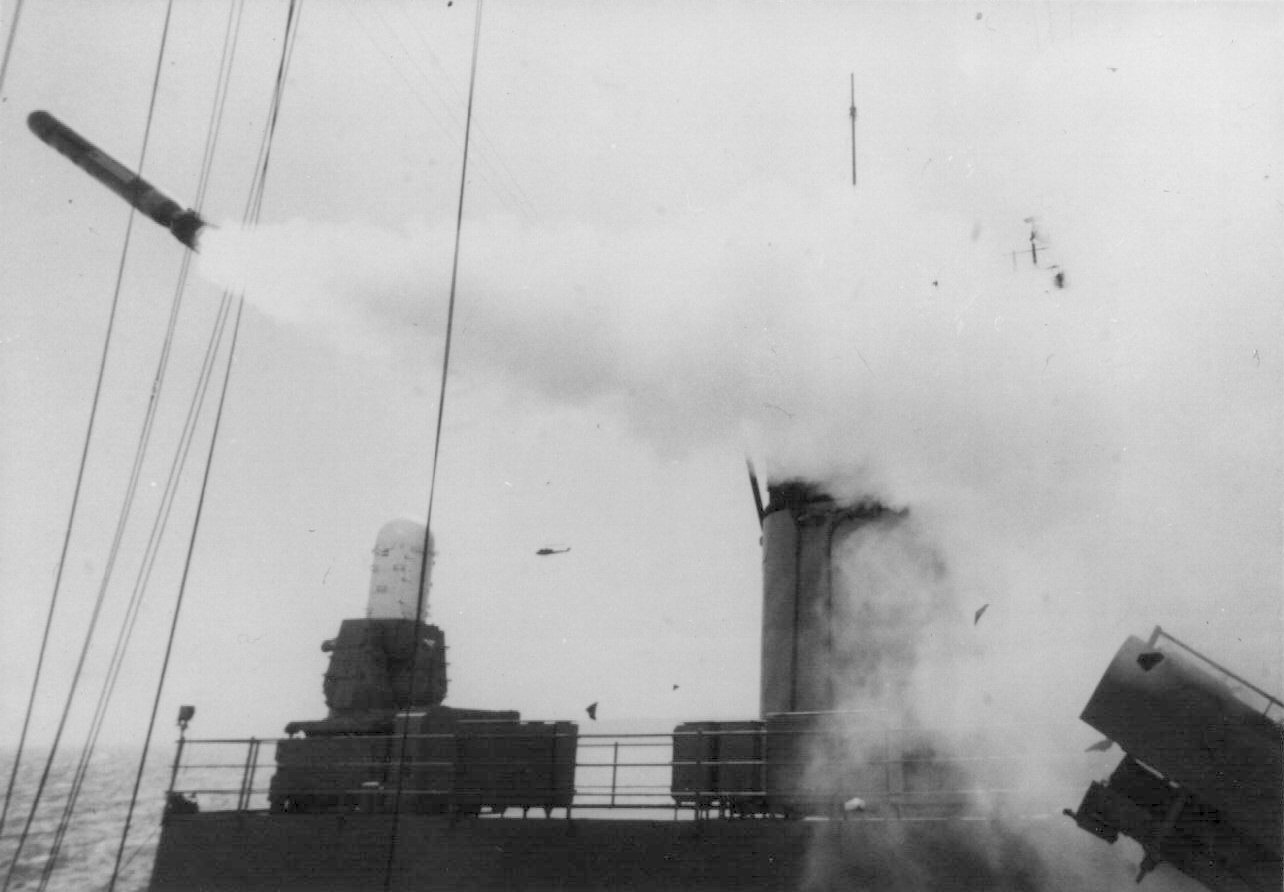
Start eines Tomahawk-Marschflugkörpers aus einem Armored Box Launcher der New Jersey

Anfang 1983 führte die New Jersey erste Fahrten vor der US-Westküste durch; im Mai startete das Schlachtschiff erstmals Marschflugkörper und wurde zwei Monate später in asiatische Gewässer verlegt. Als jedoch die militärische Situation in Nicaragua während des Contra-Kriegs im Juli eskalierte, wurde die New Jersey durch den Panamakanal vor die zentralamerikanische Küste verlegt. Als sich jedoch auch die Lage des libanesischen Bürgerkrieges zuspitzte, wurde das Schlachtschiff ins Mittelmeer geschickt, wo es am 21. September eintraf. Die New Jersey war dafür vorgesehen, Feuerunterstützung für die amerikanischen und französischen Soldaten der Multinational Force in Lebanon zu leisten, falls sie in Beirut unter syrisches Feuer geraten sollten. Am 14. Dezember 1983, 15. Januar und 8. sowie 26. Februar 1984 beschoss die New Jersey jeweils syrische Stellungen im Libanon, welche die Soldaten der MNFL angegriffen hatten. Dabei wurde der Navy vorgeworfen, dass die Geschosse der 406-mm-Geschütze dabei teilweise von den Zielen abwichen. Erklärt wurde dies unter anderem damit, dass die New Jersey nicht mit dem Artillerieaufklärungsradar der Army zusammenarbeiten konnte. Die Navy stellte sich auf den Standpunkt, dass alle Ziele getroffen worden seien. Das Bombardement auf die schiitischen und drusischen Stellungen auf der Bekaa-Ebene am 8. Februar 1984, bei dem knapp 300 Schüsse von der New Jersey abgegeben wurden, war dabei das schwerste Küstenbombardement seit dem Koreakrieg. Im April, nachdem die Bodentruppen der MNFL aus dem Land abgezogen worden waren, verließ auch die New Jersey das Mittelmeer und erreichte einen Monat später Long Beach. Dort wurde sie im Juni fünf Monate lang eingedockt.
Das Jahr 1985 verbrachte die New Jersey mit diversen Übungen im Pazifik und Indik. 1986 nahm sie am Manöver RIMPAC (einem multinationalen Militärmanöver unter Führung der US Navy) teil, im Anschluss befuhr sie den Rest des Jahres mit ihrer Kampfgruppe Gewässer Thailands, Japans und Südkoreas. Dies war der erste Einsatz einer Kampfgruppe um ein Schlachtschiff seit dem Koreakrieg. 1987 verbrachte sie wiederum in der Long Beach NSY. Das erste Halbjahr 1988 fuhr die New Jersey wiederum hauptsächlich in der Region vor San Francisco. Im Sommer nahm sie dann wieder an RIMPAC teil und besuchte im Anschluss Häfen in Asien und dann Sydney, wo sie an der Feier zum 200-jährigen Bestehen Australiens teilnahm. Ende 1988 erreichte das Schlachtschiff Long Beach, wo es den Anfang 1989 mit lokalen Übungen verbrachte. Im September folgte eine Ausbildungsfahrt in den Indischen Ozean, im Dezember fuhr sie als erstes US-Schlachtschiff überhaupt in den Persischen Golf ein. Ende Februar 1990 kehrte die New Jersey nach Long Beach zurück.

### Außerdienststellung

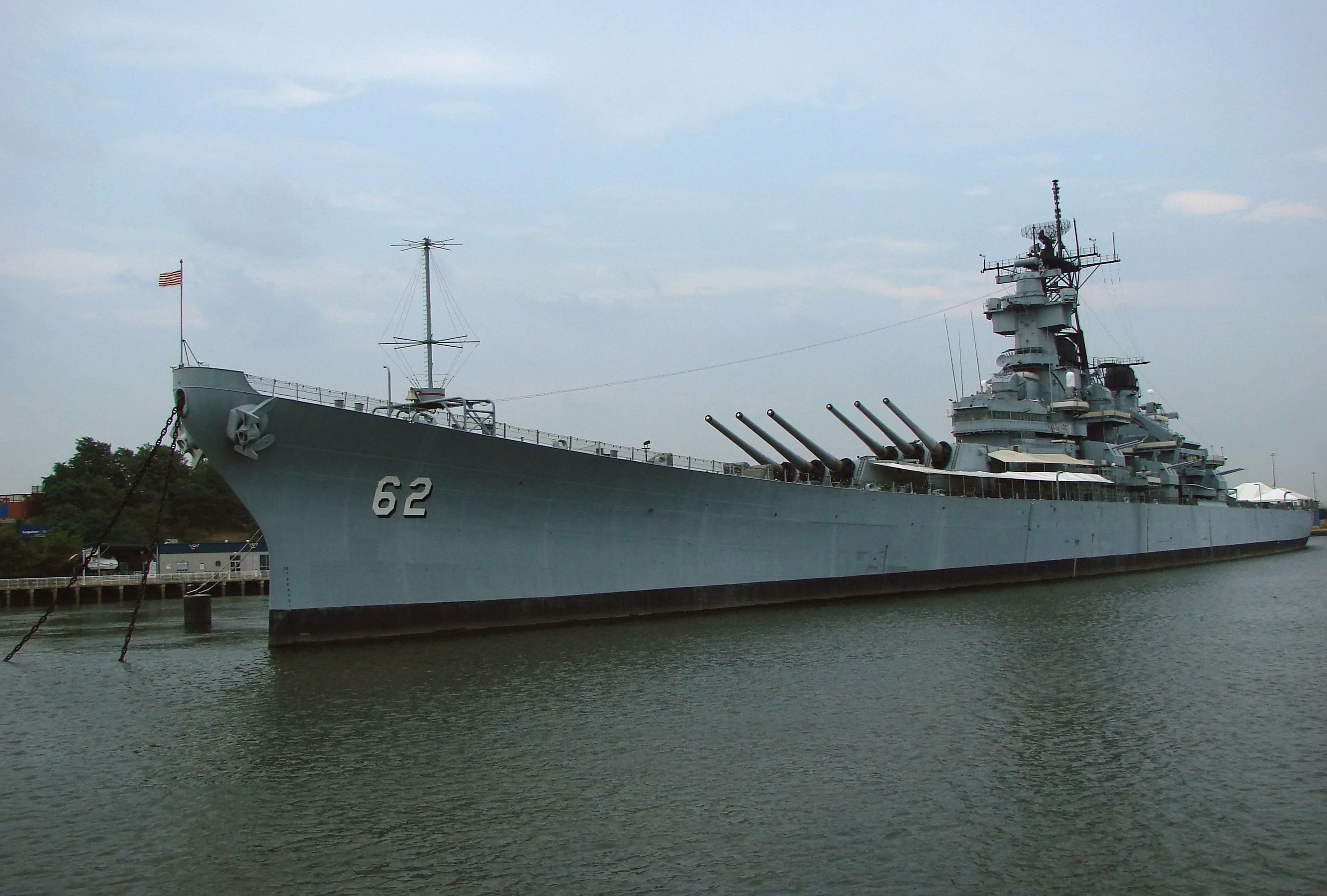
Die New Jersey an ihrer letzten Liegestelle

Nach einer Abschiedsfahrt entlang der Westküste im August begann die Vorbereitung zur Deaktivierung im Puget Sound. Am 8. Februar 1991 wurde das Schiff letztmals außer Dienst gestellt, vorerst aber weiterhin in Reservestatus gehalten. Während dieser letzten Einsatzperiode hat die New Jersey 2983 Schüsse aus ihren 406-mm-Geschützen gefeuert. Nachdem sie 1995 bereits aus dem Naval Vessel Register gestrichen worden war, erstritt der Kongress vorerst die Wiederaufnahme. Erst Anfang 1999 wurde das Schlachtschiff daraufhin endgültig gestrichen. Kurz darauf wurde die New Jersey aus Bremerton in den Atlantik geschleppt, wo sie in die Philadelphia Naval Shipyard gebracht wurde.
2000 gab die Navy bekannt, die New Jersey an eine Veteranengruppe zu stiften, die sie in Camden, New Jersey, als Museumsschiff unterhalten wollte. 2001 eröffnete das USS New Jersey Museum am Delaware River. Es wird von einer gemeinnützigen Organisation betrieben. Das Budget lag in den ersten Jahren bei rund 5,5 Millionen US-Dollar, bestehend aus rund 2 Millionen Dollar aus Eintrittsgeldern, einer Million Dollar Spenden und 3 Millionen Dollar öffentlicher Zuschüsse. Diese Zuschüsse wurden seit 2007 bis auf 1,35 Millionen Dollar im Jahr 2009 gekürzt.
Im Frühjahr 2024 dockte die New Jersey im Trockendock Nr. 3 der Philadelphia Naval Shipyard ein. Der Zweck des Trockendocks, dessen Kosten auf 10 Millionen US-Dollar geschätzt werden, bestand darin wichtige Erhaltungsarbeiten durchzuführen, da die New Jersey seit ihrer Stilllegung nicht mehr ins Trockendock gegangen war. Während sie vom 27. März bis zum 14. Juni im Trockendock lag, wurde der Unterwasserteil des Rumpfes bis auf den blanken Stahl druckgespült und mit mehreren Schichten neu gestrichen, Lecks wurden repariert, Nähte in den genieteten Stahlplatten des Rumpfes wurden verstemmt und Anoden für die Kathodenmontage angebracht. Die Schutzvorrichtungen wurden ersetzt. Teile des Rumpfes, die leicht verrostet waren, wurden mit zusätzlichem Stahl verstärkt und einige Rumpföffnungen, beispielsweise an den Stellen, an denen die Propellerwellen verlaufen, wurden verschlossen.